# Rusos en China

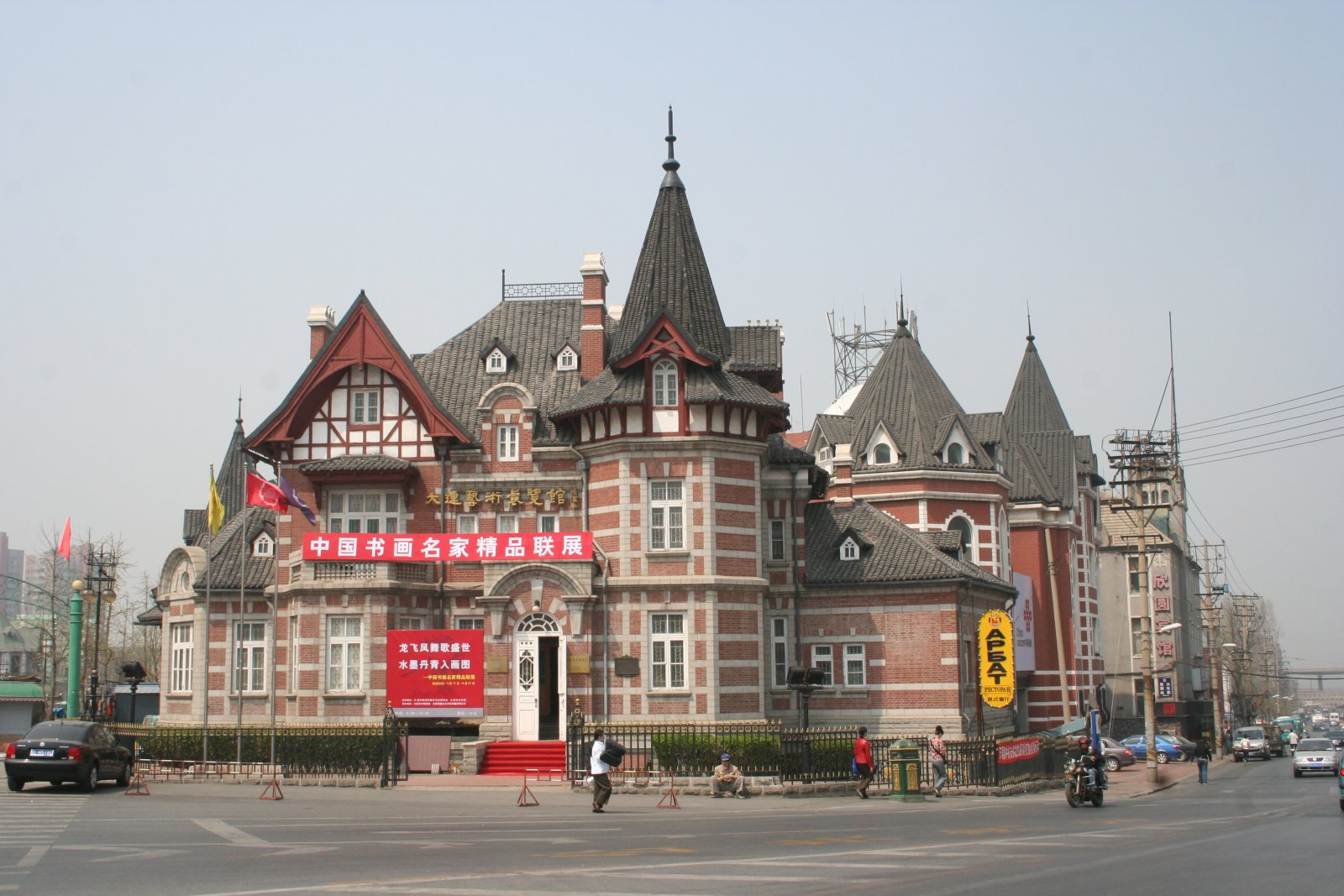
Edificio administrativo de la compañía rusa naviera de vapor en Dalian.

Los rusos étnicos (en ruso: Pусские; en chino tradicional, 俄羅斯族; en chino simplificado, 俄罗斯族; pinyin, Éluósī-zú) o chinos rusos son uno de los 56 grupos étnicos reconocidos oficialmente en China. Los rusos han vivido en China durante siglos y, por lo general, son descendientes de rusos que se establecieron en China desde el siglo XVII. Los rusos étnicos en China son ciudadanos chinos y muchos de ellos son descendientes de cosacos. Actualmente hay más de 15 000 rusos étnicos en China que nacen y se crían como ciudadanos chinos.